# Soupisky hokejových reprezentací na MS juniorů 2025
Soupisky hokejových reprezentací na Mistrovství světa juniorů v ledním hokeji 2025.

## Skupina A

### Kanada
- Soupiska na oficiálních webových stránkách: zde
- Hlavní trenér:  Dave Cameron
- Asistent trenéra:  Sylvain Favreau
- Asistent trenéra:  Mike Johnston
- Asistent trenéra:  Chris Lazary

| 1  | B | Jack Ivankovic      | Brampton Steelheads         |
| 2  | O | Andrew Gibson       | Sault Ste. Marie Greyhounds |
| 3  | O | Sam Dickinson       | London Knights              |
| 4  | O | Caden Price         | Kelowna Rockets             |
| 5  | O | Oliver Bonk         | London Knights              |
| 6  | O | Tanner Molendyk – A | Saskatoon Blades            |
| 7  | O | Sawyer Mynio        | Seattle Thunderbirds        |
| 8  | O | Beau Akey           | Barrie Colts                |
| 9  | Ú | Gavin McKenna       | Medicine Hat Tigers         |
| 10 | Ú | Bradly Nadeau       | Chicago Wolves              |
| 11 | Ú | Brayden Yager –     | Lethbridge Hurricanes       |
| 12 | Ú | Jett Luchanko       | Guelph Storm                |
| 13 | Ú | Luca Pinelli        | Ottawa 67's                 |
| 14 | Ú | Berkly Catton       | Spokane Chiefs              |
| 16 | Ú | Carson Rehkopf      | Brampton Steelheads         |
| 20 | Ú | Ethan Gauthier      | Drummondville Voltigeurs    |
| 21 | Ú | Calum Ritchie – A   | Oshawa Generals             |
| 22 | Ú | Porter Martone      | Brampton Steelheads         |
| 23 | Ú | Tanner Howe         | Calgary Hitmen              |
| 25 | O | Matthew Schaefer    | Erie Otters                 |
| 26 | Ú | Cole Beaudoin       | Barrie Colts                |
| 27 | Ú | Easton Cowan        | London Knights              |
| 28 | Ú | Mathieu Cataford    | Rimouski Océanic            |
| 30 | B | Carter George       | Owen Sound Attack           |
| 31 | B | Carson Bjarnason    | Brandon Wheat Kings         |

### Finsko
- Soupiska na oficiálních webových stránkách: zde
- Hlavní trenér:  Lauri Mikkola
- Asistent trenéra:  Kimmo Kuhta
- Asistent trenéra:  Sami Tervonen

| 1  | B | Kim Saarinen        | HPK Hämeenlinna         |
| 2  | O | Mitja Jokinen       | TPS Turku               |
| 3  | O | Kalle Kangas        | HPK Hämeenlinna         |
| 6  | O | Sebastian Soini     | Ilves Tampere           |
| 7  | O | Daniel Nieminen     | Pelicans Lahti          |
| 10 | O | Emil Pieniniemi – A | Kingston Frontenacs     |
| 12 | Ú | Joona Saarelainen   | KalPa Kuopio            |
| 13 | O | Veeti Väisänen      | Medicine Hat Tigers     |
| 15 | Ú | Tuomas Uronen       | Kingston Frontenacs     |
| 18 | Ú | Rasmus Kumpulainen  | Pelicans Lahti          |
| 19 | Ú | Konsta Helenius     | Rochester Americans     |
| 21 | Ú | Topias Hynninen     | Mikkelin Jukurit        |
| 22 | Ú | Kasper Halttunen    | London Knights          |
| 23 | Ú | Roope Vesterinen    | HPK Hämeenlinna         |
| 24 | Ú | Jesse Nurmi         | London Knights          |
| 27 | Ú | Julius Miettinen    | Everett Silvertips      |
| 28 | Ú | Heikki Ruohonen     | Dubuque Fighting Saints |
| 29 | Ú | Arttu Alasiurua     | Kärpät Oulu             |
| 30 | B | Petteri Rimpinen    | Kiekko-Espoo            |
| 31 | B | Noa Vali            | TPS Turku               |
| 32 | Ú | Emil Hemming        | Barrie Colts            |
| 33 | O | Aron Kiviharju –    | HIFK Helsinky           |
| 35 | O | Arttu Tuhkala       | Luleå HF                |
| 37 | Ú | Benjamin Rautiainen | Tappara Tampere         |
| 38 | Ú | Jesse Kiiskinen – A | HPK Hämeenlinna         |

### Německo
- Soupiska na oficiálních webových stránkách: zde
- Hlavní trenér:  Tobias Abstreiter
- Asistent trenéra:  Jochen Molling
- Asistent trenéra:  Patrick Strauch

| 1  | B | Nico Pertuch       | Ravensburg Towerstars   |
| 4  | O | Max Hense          | Kölner Junghaie         |
| 5  | O | Paul Mayer         | Heilbronner Falken      |
| 6  | O | Norwin Panocha – A | Green Bay Gamblers      |
| 7  | O | Carlos Händel      | Halifax Mooseheads      |
| 8  | Ú | Noah Samanski      | Powell River Kings      |
| 9  | Ú | Elias Pul          | Blue Devils Weiden      |
| 10 | Ú | Timo Ruckdäschel   | Grizzlys Wolfsburg      |
| 11 | Ú | David Lewandowski  | Saskatoon Blades        |
| 14 | Ú | Nick Maul          | ESV Kaufbeuren          |
| 15 | Ú | Lenny Boos         | Starbulls Rosenheim     |
| 16 | O | Kilian Kühnhauser  | Löwen Frankfurt         |
| 17 | O | Lua Niehus         | Kölner Haie             |
| 18 | O | Rio Kaiser         | Eisbären Berlín         |
| 19 | Ú | Marco Münzenberger | Moncton Wildcats        |
| 20 | Ú | Maxim Schäfer      | Red Bull Hockey Juniors |
| 21 | Ú | Paul Vinzens       | Red Bull Hockey Juniors |
| 22 | O | Edwin Tropmann –   | EC Bad Nauheim          |
| 23 | Ú | Linus Brandl       | EV Landshut             |
| 24 | Ú | Clemens Sager      | EC Kassel Huskies       |
| 25 | Ú | Tobias Schwarz     | EV Landshut             |
| 26 | Ú | Julius Sumpf – A   | Moncton Wildcats        |
| 27 | Ú | Simon Seidl        | EV Landshut             |
| 29 | B | Linus Vieillard    | Eisbären Juniors Berlín |
| 30 | B | Lennart Neiße      | Cambridge Redhawks      |

### Lotyšsko
- Soupiska na oficiálních webových stránkách: zde
- Hlavní trenér:  Artis Abols
- Asistent trenéra:  Arturs Abolins
- Asistent trenéra:  Martins Klucis
- Asistent trenéra:  Edgars Masaļskis
- Asistent trenéra:  Karlis Zirnis

| 1  | B | Aksels Ozols        | HK Zemgale/LBTU       |
| 2  | O | Krišjānis Sārts     | St. Cloud Norsemen    |
| 3  | O | Viktors Kurbaka – A | HC Oceláři Třinec     |
| 6  | O | Emils Skeltins      | Amarillo Wranglers    |
| 7  | Ú | Davids Livšics      | RoKi                  |
| 9  | Ú | Ēriks Mateiko – A   | Saint John Sea Dogs   |
| 10 | O | Harijs Cjunskis     | Rouyn-Noranda Huskies |
| 11 | Ú | Dmitrijs Diļevka    | Watertown Shamrocks   |
| 12 | Ú | Toms Mots           | HK Zemgale/LBTU       |
| 13 | Ú | Martins Klaucāns    | St. Cloud Norsemen    |
| 14 | Ú | Olivers Mūrnieks    | Sioux City Musketeers |
| 15 | O | Darels Uļjanskis    | AIK IF                |
| 16 | O | Pēteris Bulāns –    | Chicoutimi Saguenéens |
| 17 | Ú | Rūdolfs Bērzkalns   | Muskegon Lumberjacks  |
| 18 | Ú | Roberts Naudiņš     | Shattuck-St. Mary's   |
| 19 | Ú | Bruno Osmanis       | IF Björklöven         |
| 21 | Ú | Rauls Ozollapa      | HC ZUBR Přerov        |
| 22 | Ú | Valdis Dommers      | Mountfield HK         |
| 23 | Ú | Antons Macijevskis  | Watertown Shamrocks   |
| 24 | Ú | Daniels Serkins     | SC Bern Future        |
| 25 | O | Krists Retenais     | Aberdeen Wings        |
| 26 | O | Oskars Briedis      | HK Zemgale/LBTU       |
| 27 | Ú | Markuss Sieradzkis  | IF Björklöven         |
| 29 | B | Linards Feldbergs   | Sherbrooke Phoenix    |
| 30 | B | Jānis Fecers        | Herning Blue Fox      |

### USA
- Soupiska na oficiálních webových stránkách: zde
- Hlavní trenér:  David Carle
- Asistent trenéra:  Brett Larson
- Asistent trenéra:  Steve Miller
- Asistent trenéra:  Garrett Raboin

| 1  | B | Trey Augustine    | Michigan State University      |
| 2  | Ú | Teddy Stiga       | Boston College                 |
| 3  | O | Logan Hensler     | University of Wisconsin        |
| 4  | O | Colin Ralph       | St. Cloud State University     |
| 5  | O | Drew Fortescue    | Boston College                 |
| 6  | O | Adam Kleber       | University of Minnesota Duluth |
| 8  | Ú | Brandon Svoboda   | Boston University              |
| 9  | Ú | Ryan Leonard –    | Boston College                 |
| 10 | Ú | Carey Terrance    | Erie Otters                    |
| 11 | Ú | Oliver Moore – A  | University of Minnesota        |
| 12 | Ú | James Hagens      | Boston College                 |
| 14 | O | Aram Minnetian    | Boston College                 |
| 16 | O | Paul Fischer      | University of Notre Dame       |
| 17 | Ú | Danny Nelson – A  | University of Notre Dame       |
| 19 | Ú | Trevor Connelly   | Providence College             |
| 20 | Ú | Joey Willis       | Saginaw Spirit                 |
| 22 | Ú | Max Plante        | University of Minnesota Duluth |
| 23 | Ú | Austin Burnevik   | St. Cloud State University     |
| 24 | O | Cole Hutson       | Boston University              |
| 28 | O | Zeev Buium        | University of Denver           |
| 30 | B | Hampton Slukynsky | Western Michigan University    |
| 31 | B | Sam Hillebrandt   | Barrie Colts                   |
| 34 | Ú | Gabe Perreault    | Boston College                 |
| 36 | Ú | Cole Eiserman     | Boston University              |
| 74 | Ú | Brodie Ziemer     | University of Minnesota        |

## Skupina B

### Česko
- Soupiska na oficiálních webových stránkách: zde
- Hlavní trenér:  Patrik Augusta
- Asistent trenéra:  Igor Horyl
- Asistent trenéra:  Robert Reichel
- Asistent trenéra:  Ladislav Šmíd

| 1  | B | Jan Kavan             | HC Kometa Brno             |
| 2  | B | Jakub Milota          | Cape Breton Eagles         |
| 3  | O | Vojtěch Port          | Lethbridge Hurricanes      |
| 4  | O | Marek Ročák           | Kelowna Rockets            |
| 5  | O | Adam Jiříček          | Brantford Bulldogs         |
| 6  | O | Jakub Dvořák          | Ontario Reign              |
| 7  | O | Jakub Fibigr          | Brampton Steelheads        |
| 9  | O | Vojtěch Husinecký     | Piráti Chomutov            |
| 10 | Ú | Adam Jecho            | Edmonton Oil Kings         |
| 11 | Ú | Pavel Šimek           | Rimouski Océanic           |
| 12 | Ú | Eduard Šalé –         | Coachella Valley Firebirds |
| 14 | Ú | Adam Židlický         | Brampton Steelheads        |
| 15 | Ú | Vojtěch Čihař         | HC Energie Karlovy Vary    |
| 17 | Ú | Petr Sikora           | HC Oceláři Třinec          |
| 18 | Ú | Matěj Maštalířský – A | HC VERVA Litvínov          |
| 19 | Ú | Ondřej Kos            | Ilves                      |
| 20 | Ú | Dominik Petr          | Brandon Wheat Kings        |
| 21 | Ú | Jakub Štancl          | Kelowna Rockets            |
| 22 | Ú | Vojtěch Hradec – A    | BK Mladá Boleslav          |
| 23 | O | Tomáš Galvas          | Bílí Tygři Liberec         |
| 24 | Ú | Adam Novotný          | Mountfield HK              |
| 25 | Ú | Jiří Felcman          | SCL Tigers                 |
| 26 | O | Matteo Kočí           | Kamloops Blazers           |
| 28 | Ú | Miroslav Holinka      | Edmonton Oil Kings         |
| 30 | B | Michael Hrabal        | UMass                      |

### Kazachstán
- Soupiska na oficiálních webových stránkách: zde
- Hlavní trenér:  Sergei Starygin
- Asistent trenéra:  Alexander Kolyuzhny
- Asistent trenéra:  Alexey Obukhov
- Asistent trenéra:  Georgi Verechshagin

| 4  | O | Roman Boľshedvorsky  | Snezhnye Barsy          |
| 6  | O | Mstislav Shipilin    | Snezhnye Barsy          |
| 8  | O | Sanzhar Ibragim      | Snezhnye Barsy          |
| 9  | O | Danial Shakshakbayev | Snezhnye Barsy          |
| 10 | Ú | Abzal Alibek         | Philadelphia Rebels     |
| 11 | Ú | Asanali Sarkenov     | Spokane Chiefs          |
| 13 | Ú | Vladimir Korchagin   | Snezhnye Barsy          |
| 15 | Ú | Artur Gross          | Snezhnye Barsy          |
| 17 | O | Aslan Zhusupbekov –  | Snezhnye Barsy          |
| 18 | O | Gleb Resheťko        | Snezhnye Barsy          |
| 19 | O | Beibarys Orazov      | Barys Astana            |
| 20 | B | Danil Lytkin         | Snezhnye Barsy          |
| 26 | Ú | Alexander Kim – A    | Bismarck Bobcats        |
| 29 | Ú | Kirill Lyapunov      | Snezhnye Barsy          |
| 39 | Ú | Davlat Nurkenov      | HC Ässät Pori           |
| 48 | O | Danila Belyakov      | Torpedo Ust-Kamenogorsk |
| 55 | B | Vladimir Nikitin     | Snezhnye Barsy          |
| 57 | Ú | Adil Beisembayev     | Snezhnye Barsy          |
| 66 | Ú | Yegor Levkovets      | Nomad Astana            |
| 70 | Ú | Semyon Simonov – A   | Snezhnye Barsy          |
| 72 | B | Jokhar Dudarkiyev    | Snezhnye Barsy          |
| 77 | Ú | Asanali Ruslanuly    | Snezhnye Barsy          |
| 78 | Ú | Alexander Migunov    | Snezhnye Barsy          |
| 88 | Ú | Kirill Kankin        | Snezhnye Barsy          |
| 98 | Ú | Nikita Sitnikov      | Snezhnye Barsy          |

### Slovensko
- Soupiska na oficiálních webových stránkách: zde
- Hlavní trenér:  Ivan Feneš
- Asistent trenéra:  Scott Moser
- Asistent trenéra:  Ivan Švarný

### Švédsko
- Soupiska na oficiálních webových stránkách: zde
- Hlavní trenér:  Magnus Havelid
- Asistent trenéra:  Gereon Dahlgren
- Asistent trenéra:  Niclas Grossmann

### Švýcarsko
- Soupiska na oficiálních webových stránkách: zde
- Hlavní trenér:  Marcel Jenni
- Asistent trenéra:  Manuele Celio
- Asistent trenéra:  Rikard Franzen